# Средношотландска низина
Средношотландската низина (на английски: Central Lowlands) е низина в централната част на Шотландия, Великобритания. Заема цялата ширина на остров Великобритания, от залива Фърт ъф Клайд на Ирландско море на югозапад до заливите Фърт ъф Тей и Фърт ъф Форт на Северно море на североизток. На северозапад се простира до Грампианските планини, а на югоизток – до Южношотландските възвишения. Равнинните участъци, изградени от червеноцветни пясъчници, шисти и варовици, препокрити от ледникови морени се редуват с остатъчни възвишения и хълмове (Охил Хилс 720 m, Сидло Хилс 455 m и др.) изградени предимно от древни вулкански породи. Има находища на въглища, които са почти изчерпани. В западната част на низината протича река Крайд, в централната – Форт, а в североизточната – Ерн и Тей. На запад е разположено голямото езеро Лох Ломънд, а на изток – езерото Лох Ливен. Склоновете на възвишенията и хълмовете частично са заети от борови и брезови гори, а най-разпространени са мочурищата и торфищата. Средношотландската низина е най-гъсто населената част на Шотландия и в нея се намират двата най-големи града в страната – Глазгоу и Единбург.